# Pozo Fondón
El Pozo Fondón es una emblemática explotación minera ya clausurada situada junto al río Nalón en Sama de Langreo (Principado de Asturias), España. Actualmente alberga el Archivo Histórico y Centro de Documentación de Hunosa, y es sede de la Brigada Central de Salvamento Minero.

## Historia

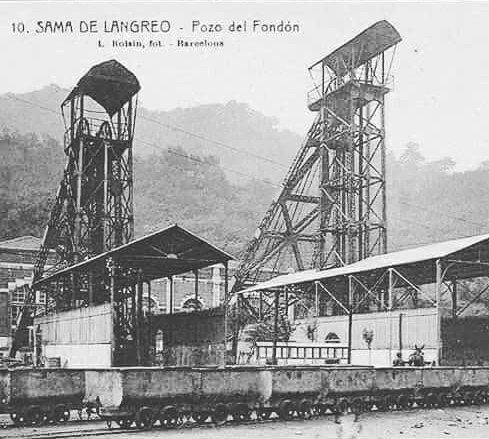
Postal del Fondón con los dos castilletes

La explotación de la hulla en este rincón del municipio de Langreo, entre Sama y La Felguera, comienza con la apertura de la mina de montaña de La Nalona en 1840. En 1905 la empresa Duro Felguera comienza la profundización del pozo (en realidad son dos pozos), con sus castilletes, convirtiéndose en el segundo pozo minero profundizado en Asturias. Tras la Guerra Civil se amplía y remodela.
Durante la posguerra albergó una colonia penitenciaria en la que vivían presos que, trabajando en el pozo con un salario muy inferior al de resto de mineros, conmutaban parte de sus penas. La colonia, donde hoy se encuentra el Economato de Hunosa, fue clausurado a finales de 1958.
El pozo cesó su actividad como unidad de explotación en 1995 al concentrarse la misma en el pozo Candín, dentro del Plan de Empresa (1994-1997). Posteriormente algunos edificios del exterior fueron habilitados para albergar el archivo histórico de Hunosa Además, es sede de la Brigada Central de Salvamento Minero. Desde 2022 también alberga una pequeña estación de geotermia, cuya energía es aprovechada en varios edificios del casco urbano de La Felguera.

## Descripción

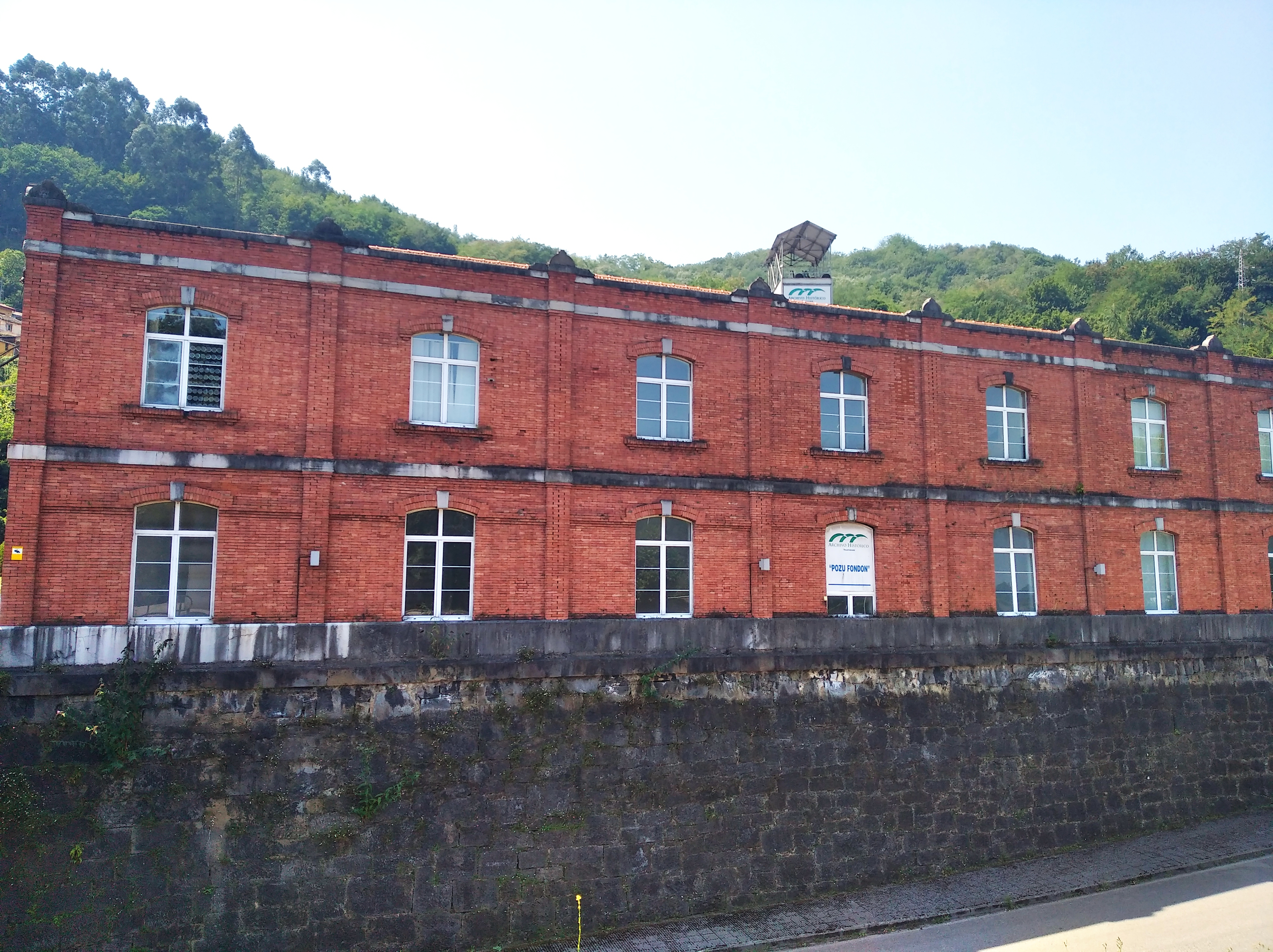
Edificios de lampisterías y oficinas del pozo

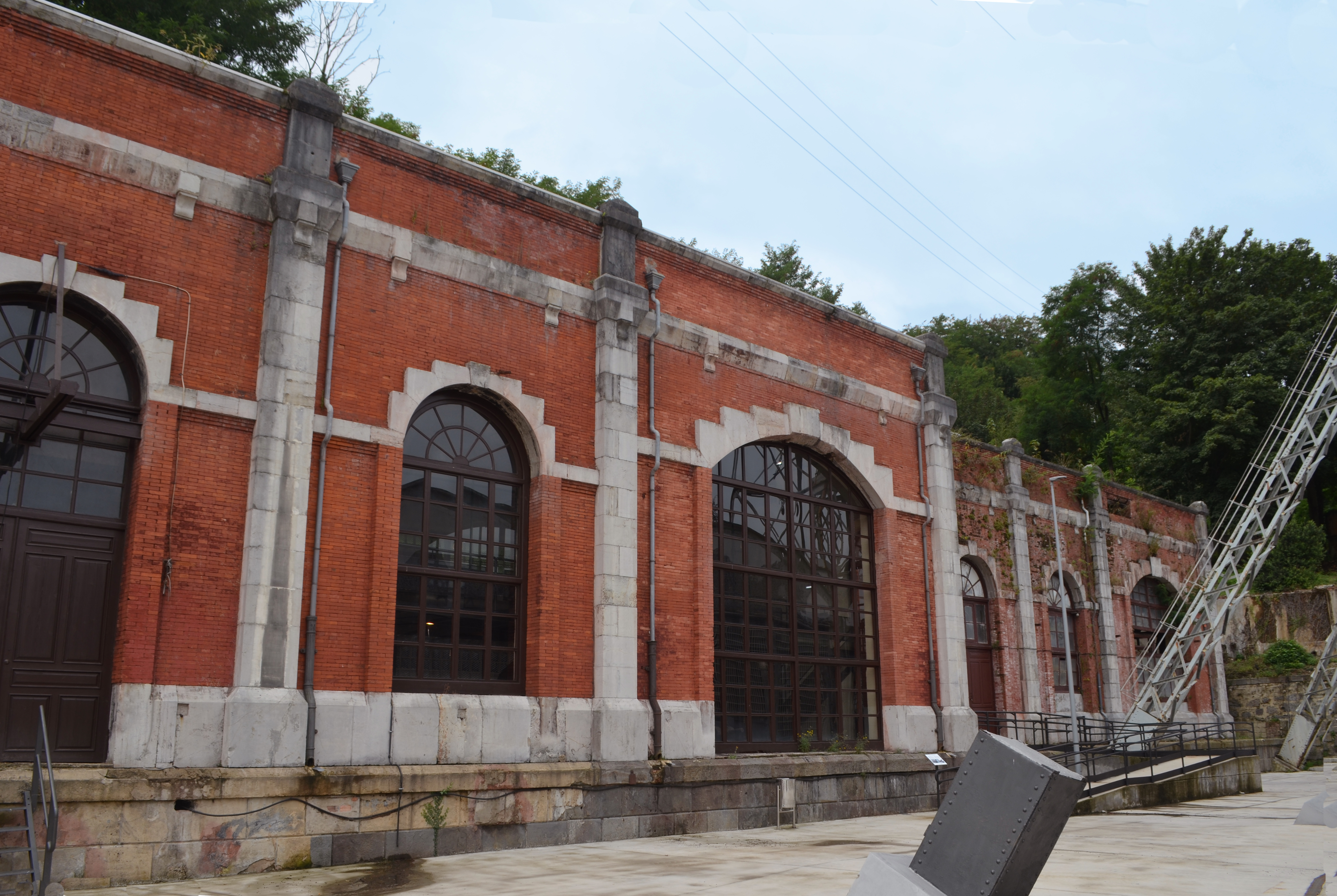
Antigua casa de máquinas

La explotación constaba de dos pozos verticales, denominados Fondón I y II. El Fóndon I era el pozo principal, con 483 m de profundidad y 5 m de diámetro. En el año 1985 era auxiliar de entrada de ventilación y disponía de una estación de trituración en la 6.ª planta, a cota −99,52 m. El n.º 2 era el auxiliar y tenía 3,8 m de diámetro y 378 m de profundidad. En 1985 era retorno de ventilación. Ya en ese año ninguno de los pozos era de extracción ya que era considerado un cuartel de la unidad Candín. En consecuencia el carbón arrancado era transportado hasta el pozo Candín I, donde era extraído.
Su campo de explotación —posteriormente incluido en el del pozo Candín II, tras su clausura— se situaba en la rama oeste del sinclinal de Sama, explotando capas de los paquetes Generalas, San Antonio, María Luisa, Sotón y Entrerregueras.
Dentro del recinto minero, cabe destacar la casa de máquinas, de 1915 y ampliada en 1935. De los años 20 es el edificio que albergaba la fragua. Las casas de aseo y las oficinas datan de la década de 1930, y el taller mecánico y polvorín, de los 40. Se conserva también un túnel de 1910 por donde circulaba un tren minero que llevaba el carbón hasta el Lavadero de Modesta. Los pabellones de embarque (de Juan José Suárez Aller) son de mediados del siglo XX y albergan mosaicos en sus tímpanos con iconografía minera firmados por Luis Suco-Sánchez (se conservan dos ya que el tercero se vio dañado en una explosión en los años 80). También se conserva restaurada la bocamina inicial. Solo se conserva uno de los dos castilletes que tenía.
Al haber sido construido por Duro Felguera, la arquitectura del pozo se realizó con ladrillo visto de color rojo, imagen corporativa de Duro. Esto se aprecia en los edificios más antiguos, mientras que los más recientes (pabellones de embarque) siguen el movimiento moderno.
El pozo está musealizado, aunque no es un museo al uso, y algunas estancias son visitables dentro del programa de visitas del Archivo Histórico de Hunosa.